# Байкальский государственный университет
Байкальский государственный университет — высшее учебное заведение в Иркутске. В качестве высшего учебного заведения работает с 1930 года, когда был открыт Сибирский финансово-экономический институт.
Полное официальное наименование — федеральное государственное бюджетное образовательное учреждение высшего образования «Байкальский государственный университет».

## История
История образовательного учреждения начинается с Александро-Мариинского городского училища, здание которого было заложено в 1894 году. Главный корпус построен по проекту архитектора В. А. Рассушина. В советское здание было надстроено на два этажа, и 11 августа 1930 года в нём разместился Сибирский финансово-экономический институт, созданный по решению Совета Народных  Комиссаров СССР. 
В послевоенные годы, с началом широкомасштабного индустриального освоения Сибири, вуз стал готовить высококвалифицированных специалистов финансово-экономического и инженерно-экономического профилей для всех базовых отраслей региона. 
В 1947 году создан планово-экономический факультет. В конце 1940-х годов открыта аспирантура. В 1953 году был создан инженерно-экономический факультет. В Забайкалье в 1957 году был открыт Читинский филиал института. 
Приказом Министерства образования и науки Российской Федерации от 29 октября 2015 года № 1252 федеральное государственное бюджетное образовательное учреждение высшего профессионального образования «Байкальский государственный университет экономики и права» переименовано в федеральное государственное бюджетное образовательное учреждение высшего образования «Байкальский государственный университет». 
За свою историю вуз вырос в мощный вертикально-интегрированный межрегиональный учебно-научный комплекс, включающий в себя все ступени довузовской, вузовской и послевузовской подготовки: колледж, высшее образование по программам бакалавриата, специалитета, магистратуры и аспирантуры, докторантуры, обучение по программам Президента России и программам дополнительного профессионального образования. 

### Хронология переименований
- 1930 — Сибирский финансово-экономический институт (СФЭИ);
- 1939 — Иркутский финансово-экономический институт (ИФЭИ);
- 1965 — Иркутский институт народного хозяйства (ИИНХ);
- 1993 — Иркутская государственная экономическая академия (ИГЭА);
- 2002 — Байкальский государственный университет экономики и права (БГУЭП);
- 2015 — Байкальский государственный университет (БГУ)[5].

### Дополнительная информация о сокращениях и аббревиатурах
Используемые в обиходе сокращения и аббревиатуры:
- «Нархоз»
- БГУ
- Байкальский госуниверситет
- Байкальский университет
- БайкалГУ

## Директора и ректоры
- 1930—1931 — Чудновский Феликс Иосифович, к.э.н., доцент
- 1931—1932 — Коган Ольга Федоровна
- 1932—1939 — Бунин Павел Федорович, к.э.н., доцент
- 1939—1940 — Панов Федор Иванович
- 1940—1941 — Баранов Василий Михайлович
- 1941—1944 — Борисов Александр Гурьевич
- 1944—1954 — Поляченко Владимир Яковлевич, к.э.н., доцент
- 1954—1958 — Соколов Павел Клеоникович
- 1958—1971 — Должных, Вениамин Николаевич, д.э.н., профессор
- 1971—1976 — Баканов, Михаил Иванович, к.т.н., доцент
- 1976—1987 — Иваницкий Виктор Павлович, д.э.н., профессор
- 1987—2014 — Винокуров Михаил Алексеевич, д.э.н., профессор
- 2014—2019 — Суходолов Александр Петрович, д.э.н., профессор
- 2019—2020 — исполняющая обязанности ректора Музычук Татьяна Леонидовна, д.ф.н., доцент[6]
- 2021—2024 — Игнатенко Виктор Васильевич, д.ю.н., профессор (с июня 2020 г. по апрель 2021 г. как исполняющий обязанности)[7]
- с 2024 — Грибунов, Олег Павлович д.ю.н., профессор (с сентября 2024 г. по май 2025 г. как исполняющий обязанности)[8]

## Структура университета

### Институты и факультеты
Данные официального сайта на 6 ноября 2021 года.
- Институт управления и финансов
- Институт юстиции
- Институт государственного права и национальной безопасности
- Институт мировой экономики и международных отношений
- Институт культуры, социальных коммуникаций и информационных технологий
- Институт народного хозяйства
- Международный факультет
- Институт повышения квалификации
- Малая юридическая академия
- Малая академия экономики и управления
- Колледж Байкальского государственного университета

### Подразделения и филиалы

#### Читинский институт
Читинский институт создан в 1958 году как учебно-консультационный пункт ИФЭИ в Забайкалье. В 1985 году получил статус института — филиала ИИНХ.

#### Филиал в Усть-Илимске

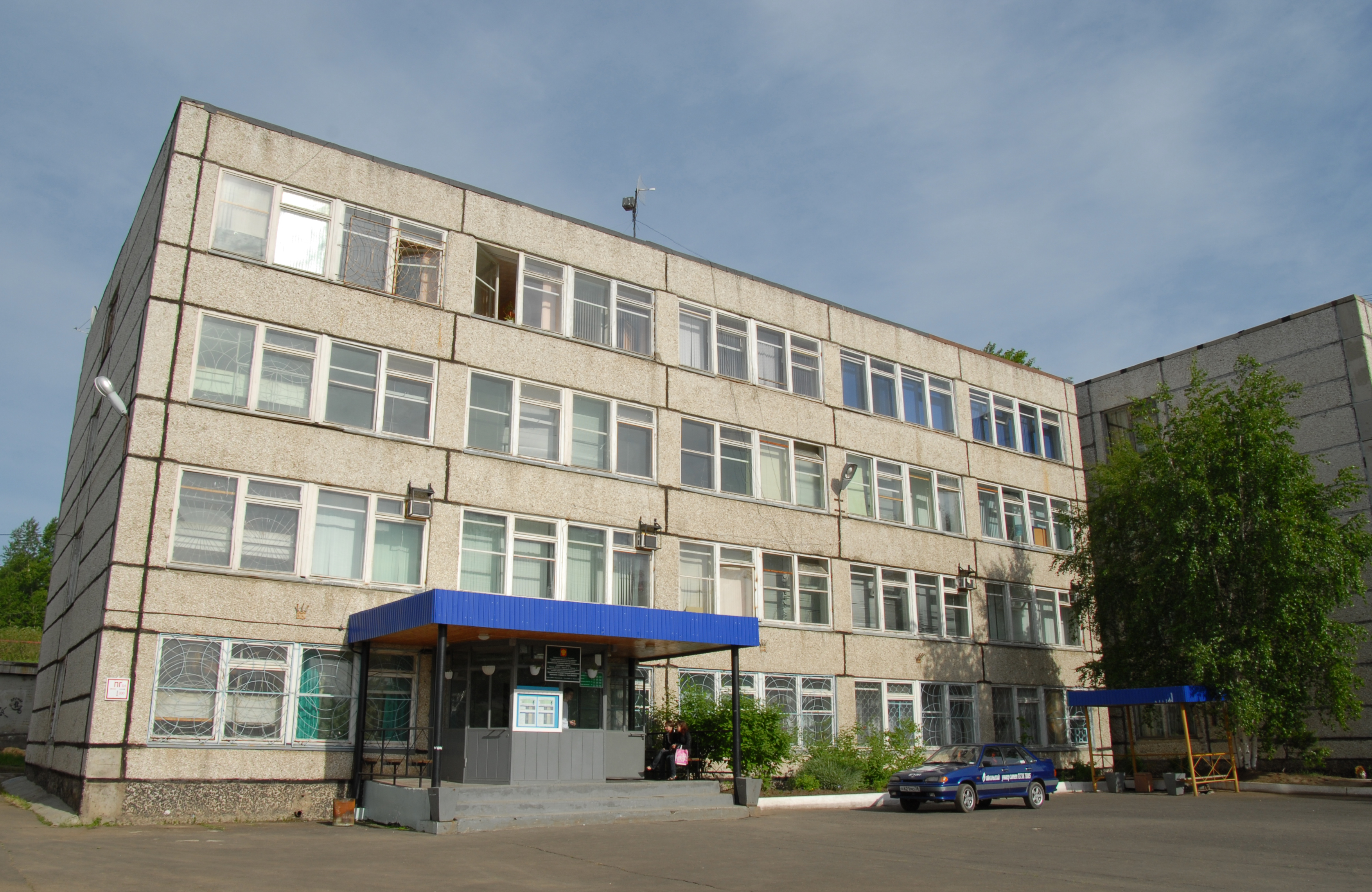
Здание филиала БГУ в Усть-Илимске

Открыт в 1998 году, как филиал Иркутской государственной экономической академии. В 2009 в состав филиала вошёл Усть-Илимский технологический колледж.

#### Филиал в Братске
Филиал создан в 2001 году. Предназначен для подготовки кадров для северного региона Иркутской области и зоны Байкало-Амурской магистрали. Является ведущим вузом Братска в области экономики и права.